# Орлов, Валерий Михайлович
Валерий Михайлович Орлов (1946, Остров, Псковская область) — российский художник, работающий в жанре фотографии.

## Биография
В 1969 году окончил художественно-графический факультет Московского государственного педагогического института.

## Групповые выставки
- 1972 — «Рисунок акварель». Студия им. И. И. Нивинского. Москва. Россия
- 1977 — «Выставка живописи». М. Грузинская, 28. Москва. Россия
- 1992 — «Письмо Булгакову». Центральный дом художника. Москва. Россия
- 1992 — «Фестиваль русского искусства». Эдинбург. Шотландия
- 1992 — «Знаете ли вы эти имена?» Галерея «Raissa». Эрфурт. Германия
- 1992—1993 — «Посылки для Германии». Центральный дом художника. Москва. Россия; Траненпалас. Берлин. Германия
- 1993 — «Московские художники. Новые поступления». Государственный музей изобразительных искусств им. А. С. Пушкина. Москва. Россия
- 1993 — «Русские и советские книги художников 1910—1993». Узерж. Франция
- 1993 — «Русское искусство 60-х 90-х гг». Оснабрюк. Германия
- 1993 — «Беспредметная традиция в русском искусстве». Национальный музей живописи и скульптуры. Анкара. Турция
- 1994 — «Избранная графика 1993». Центр Франса Мазереля. Бельгия
- 1994 — «Сезоны. Русское графическое искусство». Центр искусств. Оденсе. Дания
- 1995 — «Москва встречает Берлин». «Хорн + Штаммер». Берлин. Германия
- 1995 — «Москва встречает Берлин». «Мастерские Москвы II. Взгляд». Академия художеств. Берлин. Германия
- 1996 — IV Международная биеннале станковой графики. Калининград. Россия
- 1997—1998 — «Корни русского конструктивизма: значение для современности». Художественная галерея университета Мэриленда; художественная галерея университета Нью Хэмпшира; Дикинсон колледж, Пенсильвания. Всемирный банк. Вашингтон. Округ Колумбия. США
- 1998 — Фестиваль искусств «Пушкин и современность». Ярославль, Кострома, Нижний Новгород. Россия
- 1998 — «Не только ради искусства!». Университет Ратгерс. Нью Брансвик. США
- 1999 — «Сардины в масле». Калининградский филиал ГЦСИ. Музей мирового океана. Калининград. Россия
- 1999 — «Визуальная поэзия — сетевая поэзия». Центр культуры. Брюгге. Бельгия
- 1999 — Выставочный тур «Художественная коммуникация». Линц. Австрия-Москва. Россия
- 1999 — «Книга художника 1970—1990-е гг.» ГМИИ им. А. С. Пушкина. Москва. Россия
- 2000 — Галерея «Am linden platz». Вадуц. Лихтенштейн
- 2000 — «Метаморфозы бумаги». ГМИИ им. А. С. Пушкина. Москва. Россия
- 2000 — «Натюрморт и фотография». Государственный музей истории Санкт-Петербурга. Россия
- 2000 — «Адаптация». Музей им. А.Сахарова. Москва. Россия
- 2000 — «Бумажная скульптура». Государственный русский музей. Строгановский дворец. Санкт-Петербург. Россия
- 2000 — «Бумажная абстракция». Международный культурный центр. Санкт-Петербург. Россия
- 2000 — «Абстракция в России». Государственный русский музей. Санкт-Петербург. Россия
- 2002 — «Art Chicago». Стенд Крокин галереи. Чикаго. США
- 2003 — «SFIAE». Стенд Крокин галереи. Сан-Франциско. США
- 2003 — «Школа». Крокин галерея в рамках проекта «Архивация Современности». Москва. Россия
- 2009 — АРТ МОСКВА, ЦДХ, стенд Крокин галереи, Москва
- 2011 — «Земля. Космос. Гагарин». Крокин галерея. Москва

## Персональные выставки
- 1992 — «Графические сезоны». Зал союза художников. Москва. Россия
- 1992 — Галерея «Студия 20». Москва. Россия
- 1992 — Галерея «Московская коллекция». Москва. Россия
- 1994 — В рамках III Международной биеннале станковой графики «Калининград-Кенигсберг». Калининградская художественная галерея. Россия
- 1994 — «Бумаги». Новосибирская картинная галерея. Россия
- 1996 — Центральный дом художника. Галерея Ольги Хлебниковой. Москва. Россия
- 1997 — Центральный дом художника. Москва. Россия
- 1997 — «Избранные произведения 1990-97 гг.» Государственный русский музей. Санкт-Петербург. Россия
- 2000 — «Испанские впечатления». Государственный музей изобразительных искусств им. А. С. Пушкина. Москва. Россия
- 2000 — «Общепит 1». ГЦСИ в рамках фотобиеннале 2000. Москва, Санкт-Петербург. Россия
- 2001 — «Метро». В рамках проекта ГЦСИ «Грани». Галерея «Le Vall». Новосибирск. Россия
- 2001 — «Общепит 2». ГЦСИ. Санкт-Петербург. Россия
- 2002 — «Красота для всех» (совместно с А. Митлянской). Крокин галерея. Москва. Россия
- 2002 — «Nature & Morte». (совместно с А. Митлянской). Крокин галерея. Москва. Россия
- 2008 — «Маленькие, простые. значимые». Крокин галерея. Москва
- 2016 — «Значимые предметы. Обаяние натюрморта». Государственный музейно-выставочный центр РОСФОТО. Санкт-Петербург. Россия

## Произведения находятся в собраниях
- Государственного Русского Музея, Санкт-Петербург;
- Государственного Музея Изобразительных Искусств им. А. С. Пушкина, Москва;
- Государственной Третьяковской Галерее, Москва;
- Государственный центр современного искусства, Москва;
- Художественной Галерее, Тюмень;
- Калининградской Художественной Галерее;
- Центре Пола Гетти, Лос-Анджелес;
- Музее Современного Искусства, Архитектуры и Фотографии, Берлин;
- Образовательном Центре, Херенталь.